# Menno (Paraguay)
Menno of Colonia Mennonita is een in 1926 gestichte Mennonietenkolonie in het departement Boquerón in de regio Chaco in Paraguay. De kolonie heeft 9000 inwoners en omvat een oppervlakte van 7.000 km² (ongeveer gelijk aan de oppervlakte van Noord- en Zuid-Holland) en is gesticht door Rusland-Duitsers. De hoofdplaats is Loma Plata. In de kolonie wordt door een groot deel van de bevolking Plautdietsch gesproken. De mennonitische gemeenschap in Paraguay staat bekend om haar strenge geloofsregels. De gezinnen zijn groot, trouwen buiten de eigen gemeenschap wordt niet geaccepteerd, hoewel de regels de laatste jaren minder streng worden toegepast als voorheen.
In totaal leven er circa 82.000 Mennonieten in Paraguay.